# Sultanat de Sulu

Bandera moderna del sultanat

El sultanat de Sulu (tausug: كاسولتانن سين سوڬ, Kasultanan sin Sūg; àrab: سلطنة سولك, salṭanat Sūluk; malai: کسلطانن سولو; chavacano: Sultanato de Sulu) va ser un estat musulmà que va governar l'arxipèlag de Sulu i parts de Mindanao i de Palawan, actualment a les Filipines, part de Sabah, a Malàisia, i el nord i est de Kalimantan, a Indonèsia.

## Història
El sultanat va ser fundat el 17 de novembre de 1405 per l'explorador i erudit religiós nascut a Johore Sharif ul-Hashim. Paduka Mahasari Maulana al Sultan Sharif ul Hashim és el nom del difunt Maulana al Sultan Sharif ul Hashim. Es va establir a Buansa, Sulu. Després del matrimoni d'Abu Bakr i una dayang-dayang (princesa) local Paramisuli, va fundar el sultanat. El sultanat va obtenir la seva independència de l'Imperi Brunei el 1578.[9]
En el seu apogeu, s'estenia per les illes que limitaven amb la península occidental de Zamboanga a Mindanao a l'est fins a Palawan al nord. També cobria zones al nord-est de Borneo, que s'estenia des de la badia de Marudu, fins a Tepian Durian (a l'actual Kalimantan, Indonèsia). Una altra font va afirmar que l'àrea inclosa s'estenia des de la badia de Kimanis, que també se superposa als límits del sultanat de Brunei. La talasocràcia sultà i els poders polítics sobirans van ser abandonats el 1915 a través d'un acord signat amb els Estats Units. A la segona meitat del segle xx, el govern filipí va estendre el reconeixement oficial del cap de la casa reial del Sultanat, abans de la disputa successora en curs.
A Kakawin Nagarakretagama, el sultanat de Sulu es coneix com Solot, un dels països de l'arxipèlag de Tanjungnagara (Kalimantan-Filipines). . . . .